# Двойственное пространство
Двойственное пространство (также дуальное пространство, иногда сопряжённое пространство) — пространство линейных функционалов на заданном векторном пространстве.

## Определение
Множество всех непрерывных линейных функционалов, определённых на топологическом векторном пространстве {\displaystyle E}, также образует векторное пространство. Это пространство называется сопряжённым к {\displaystyle E}, оно обычно обозначается {\displaystyle E^{*}}. Множество всех линейных функционалов на {\displaystyle E}, не обязательно непрерывных, называется алгебраически сопряжённым к {\displaystyle E}, оно обычно обозначается {\displaystyle E^{\#}} .
В случае (рассматриваемом обычно в линейной алгебре), когда векторное пространство {\displaystyle E} конечномерное, все линейные функционалы автоматически являются непрерывными, и сопряжённое пространство {\displaystyle E^{*}=E^{\#}} состоит просто из всех линейных функционалов (функций) на {\displaystyle E}. В случае (рассматриваемом обычно в функциональном анализе), когда {\displaystyle E} бесконечномерное, вообще говоря, {\displaystyle E^{*}\neq E^{\#}}.
В тензорном исчислении применяется обозначение {\displaystyle x^{k}} для элементов {\displaystyle E} (верхний, или контравариантный, индекс) и {\displaystyle x_{k}} для элементов {\displaystyle E^{*}} (нижний, или ковариантный, индекс).

## Двойственные отображения
Двойственное отображение — линейное отображение между векторными пространствами, двойственными к данным, индуцированное отображением между самими пространствами.
Пусть {\displaystyle V,W} — векторные пространства, а {\displaystyle V^{*},W^{*}} — двойственные векторные пространства. Для любого линейного отображения {\displaystyle f:V\to W} двойственное отображение {\displaystyle f^{*}:W^{*}\to V^{*}} (в обратном порядке) определяется как
{\displaystyle f^{*}(\varphi )=\varphi \circ f\,}
для любого {\displaystyle \varphi \in W^{*}}.

## Свойства

### Конечномерные пространства[2]
- Сопряжённое пространство {\displaystyle E^{*}} имеет ту же размерность, что и пространство {\displaystyle E} над полем {\displaystyle F}. Следовательно, пространства {\displaystyle E} и {\displaystyle E^{*}} изоморфны.
- Каждому базису {\displaystyle e^{1},\ldots ,e^{n}} пространства {\displaystyle E} можно поставить в соответствие так называемый двойственный (или взаимный) базис {\displaystyle e_{1},\ldots ,e_{n}} пространства {\displaystyle E^{*}}, где функционал {\displaystyle e_{i}} — проектор на вектор {\displaystyle e^{i}}:
{\displaystyle e_{i}(x)=e_{i}(\alpha _{1}e^{1}+\ldots +\alpha _{n}e^{n})=\alpha _{i},\quad \forall x\in E.}
- Если пространство {\displaystyle E} евклидово, то есть на нём определено скалярное произведение, то между {\displaystyle E} и {\displaystyle E^{*}} существует так называемый канонический изоморфизм (то есть изоморфизм, не зависящий от выбранных базисов), определённый соотношением
{\displaystyle v\in E\mapsto f\in E^{*},\quad f(x)=\langle x,v\rangle ,\ \forall x\in E.}
- Второе сопряжённое пространство {\displaystyle E^{**}} изоморфно {\displaystyle E}. Более того, существует канонический изоморфизм между {\displaystyle E} и {\displaystyle E^{**}} (при этом не предполагается, что пространство {\displaystyle E} евклидово), определённый соотношением
{\displaystyle x\in E\mapsto z\in E^{**},\quad z(f)=f(x),\ \forall f\in E^{*}.}
- Определенный выше канонический изоморфизм {\displaystyle E\to E^{**}} показывает, что пространства {\displaystyle E} и {\displaystyle E^{*}} играют симметричную роль: каждое из них является сопряженным к другому. Для того, чтобы выделить эту симметрию, для {\displaystyle x\in E,\ f\in E^{*}} часто пишут {\displaystyle f(x)=(x,f)} подобно записи скалярного произведения.

### Бесконечномерные пространства
- Если векторное пространство {\displaystyle E} нормированное, то сопряжённое пространство {\displaystyle E^{*}} имеет естественную норму — это операторная норма непрерывных функционалов. Пространство {\displaystyle E^{*}} — банахово[3][1].

- Если пространство {\displaystyle E} гильбертово, то по теореме Рисса существует изоморфизм между {\displaystyle E} и {\displaystyle E^{*}}, причём, аналогично конечномерному случаю, каждый линейный ограниченный функционал может быть представлен через скалярное произведение с помощью некоторого элемента пространства {\displaystyle E}[4].

- Сопряжённым к пространству {\displaystyle L^{p}}, {\displaystyle 1<p<\infty }, является пространство {\displaystyle L^{q}}, где {\displaystyle 1/p+1/q=1}. Аналогично, сопряжённым к {\displaystyle l^{p}}, {\displaystyle 1<p<\infty }, является {\displaystyle l^{q}} с тем же соотношением между p и q.

## Вариации и обобщения
- Термин сопряжённое пространство может иметь иное значение для векторных пространств над полем комплексных чисел: пространство {\displaystyle {\bar {E}}}, совпадающее с {\displaystyle E} как вещественное векторное пространство, но с другой структурой умножения на комплексные числа:
{\displaystyle {\bar {c}}{\bar {x}}={\overline {cx}}}
- При наличии в пространстве эрмитовой метрики (например, в гильбертовом пространстве) линейно-сопряжённое и комплексно-сопряжённое пространства совпадают.